# 街舞
街舞（英語：Street Dance），稱為街頭舞蹈，是嘻哈文化的元素之一因为其表演场地主要为街邊、广场上等非正式场合而得到了街舞的名稱，現今也是很多人在街頭表演。除了自行表演外，街舞者之间还会组织鬪舞。虽然很少有机会可以在剧院中演出，但是有很多商家在搞促销时或是在广告中会邀请街舞團體表演以增进现场气氛。很多流行乐歌手，以及有些饒舌歌手都需要表演街舞。

## 历史
起源於1970年美國紐約市南布朗克斯與哈林區，剛開始以家庭派對的方式進行，來自牙買加的克萊夫坎貝爾 (Clive Campbell) 也就是DJ Kool Herc在布朗克斯區舉辦首次嘻哈派對。於1971年某次派對中DJ Kool Herc以James brown的單曲give it up or turn it loose及get up on the good foot等曲目
重複疊拍方式造就了break beats而當時出來跳舞的男女均統稱為B-boy或是B-girl是根據嘻哈文化創始人Afrika Bambaataa及Richard“Crazy Legs”Colón的說法，尤其是「get up on the good foot」這首歌讓當時受歡迎人們在客廳、走廊和各種聚會上都會模仿詹姆斯·布朗(James Brown)的跳舞動作。

## 分类

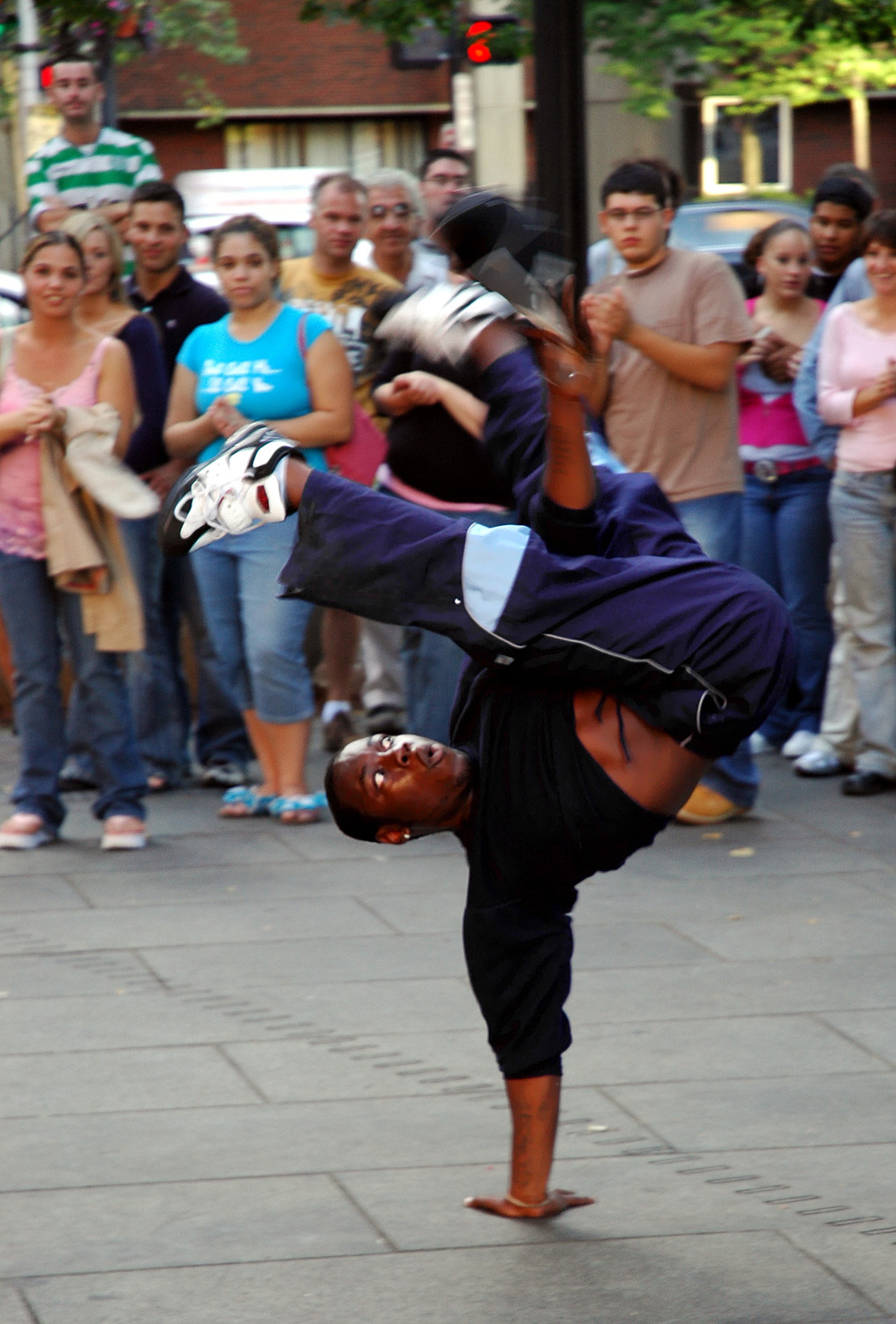
霹雳舞

对街舞的分类有若干种不同的看法，比如按动作节奏可以分为：
- 霹雳舞（Breaking）：又称B-boy，表現方式為融合其他舞蹈元素或武術等等再融合体操的动作。
- 机械舞（Popping）：又称机器舞，其特点是表演者故意做出肢体僵硬的形态，模仿机器人的样子做动作。但現今popping已非僅機器人，事實上，popping在越來越多基礎動作的發展下，已有相當程度的多樣性，其中最主要特點即在拍子上時會利用肌肉繃緊時的震動來"pop"，還有以不同速度、力量、動作移動幅度來表現拍子，豐富一個表演的精彩性。電流與wave亦佔很大一部分，機器人樣子不過只是其中一個style。
- 锁舞（Locking）：手臂和上身动作较大，許多甩手跟定住稱為鎖住的動作，而臀部和腿部动作小。

## 電影
《Breakin'》（在英國也稱為Breakin' ，在其他地區也稱為Breakin'84 ）1984年上映，是有關美国西岸街舞的電影。
《熱街小子》（英語：Beat Street）1984年上映，是有关美國紐約街舞的電影。
紀錄片《街舞狂潮》 （页面存档备份，存于）2010年10月1日在台灣上映，獲第四十七屆金馬獎最佳紀錄片獎。
香港街舞電影《狂舞派》於2013年8月公映。
中國電影《熱烈》於2023年7月28日公映，講述一位資深街舞舞者和一位夢想成為職業街舞舞者的年輕人的故事。

## 劇場
台中政治人物簡孟軒領軍的典躍舞團，開始嘗試融合街舞與現代舞的表現方式，以人生、宗教的探討為主題，進入劇場做演出。

## 外部連結

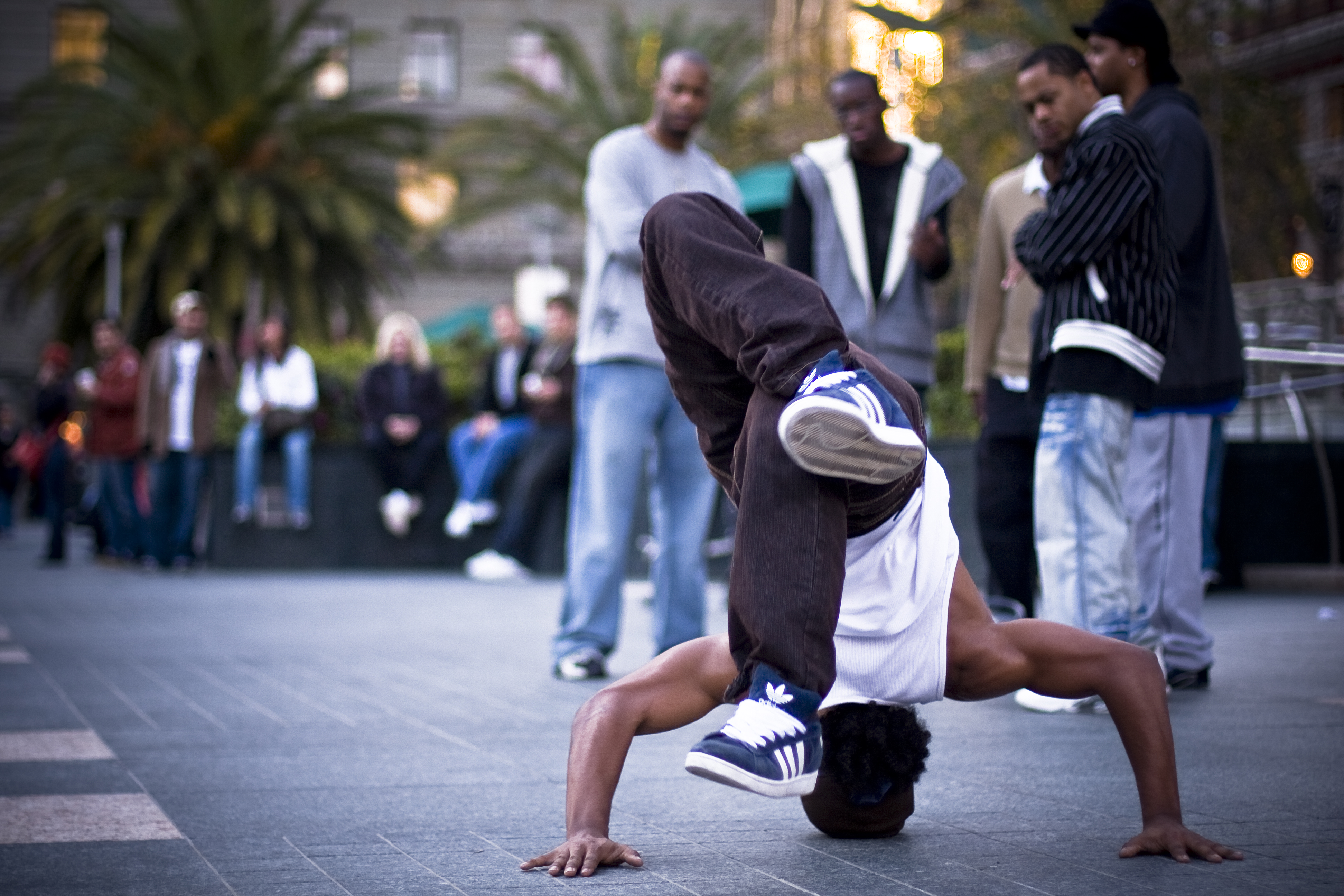
在街头表演地板舞的B-Boy

- （英文）The Street Dance reddit group（页面存档备份，存于）
- 中華民國街舞協會 （页面存档备份，存于）